# Alzacristallo

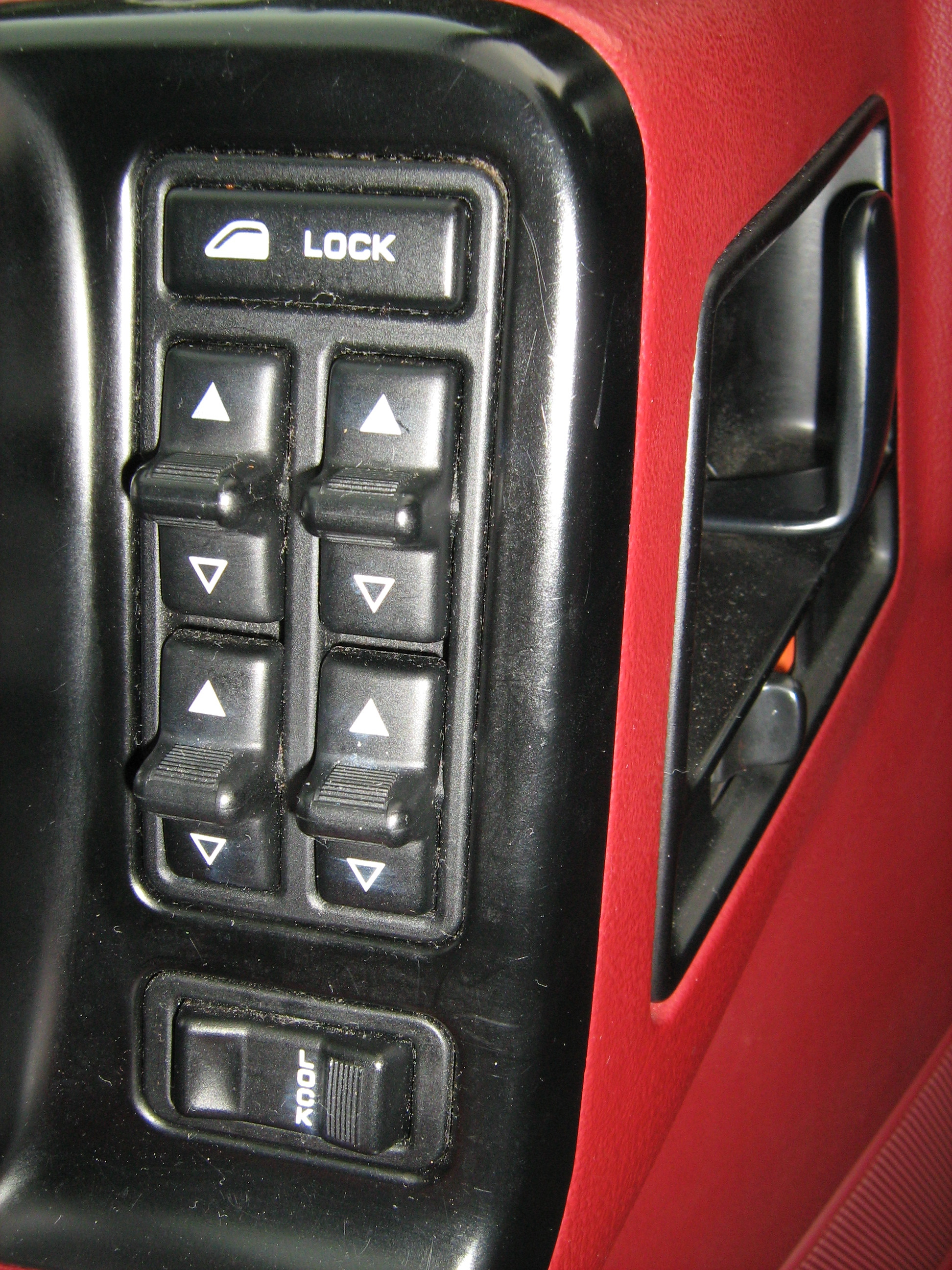
Comandi per alzacristalli elettrici (Jeep Grand Cherokee del 1993)

Un alzacristallo è un dispositivo usato per alzare o abbassare i finestrini, ed è presente praticamente su tutte le auto.
Gli alzacristalli possono anche essere installati su altri veicoli come bus, tram, locomotive, aerei e navi.

## Tipologia
Un alzacristallo può essere:
- elettrico, il nome completo diventa alzacristallo elettrico ed è caratterizzato da un motorino in corrente continua, che viene azionato tramite dei pulsanti e relè
- meccanico, in questo caso prende il nome di "manetta" ed è costituito da una leva munita di manopola, che ruotata in un senso imprime la chiusura del finestrino, mentre nell'altro verso si ha l'apertura[1]

Le tecnologie utilizzate in un alzacristallo elettrico sono almeno di 4 tipologie:
- Cavo a Spirale
- Bracci incrociati
- Fune Guidata (Bowden Type)
- Doppia Fune Guidata (Double Bowden Type)

Spesso i disegni delle soluzioni tecnologiche utilizzate dai produttori dei ricambi, pur essendo compatibili ed intercambiabili, non coincidono ai disegni del prodotto originale installato al momento dell'assemblaggio del veicolo.

## Azionamento
Gli alzacristalli possono funzionare in diversi modi:
- manuale, come nel caso della manetta
- semiautomatico, come nel caso dei normali alzacristalli elettrici
- automatico, come nel caso dei alzacristalli intelligenti, che vengono azionati dal computer di bordo secondo determinate condizioni

## Accorgimenti
Generalmente negli autoveicoli moderni gli alzacristalli elettrici sono dotati di:
- sicura antischiacciamento: se durante la risalita del vetro questo incontra un ostacolo o la sua risalita diventa difficoltosa, il vetro del finestrino si ferma per poi ridiscendere, evitando il pericolo di rimanere feriti dal vetro che risale se si lasciano inavvertitamente le dita o le mani nel finestrino
- blocca comandi; un interruttore che disabilita i comandi d'azionamento degli alzacristalli